# Lightiella magdalenina
Lightiella magdalenina is een strijkboutkreeftjessoort uit de familie van de Hutchinsoniellidae. De wetenschappelijke naam van de soort is voor het eerst geldig gepubliceerd in 2006 door Carcupino, Floris, Addis, Castelli & Curini-Galletti.